# Martin Selmayr
Martin Selmayr (Bonn, 5 de desembre de 1970) és un advocat i polític alemany, secretari general de la Comissió Europea des de l'1 de març de 2018.
Advocat de formació, va estudiar a les universitats de Ginebra i de Passau. Va treballar pel Banc Central Europeu entre el 1998 i el 2000, i posteriorment va unir-se al conglomerat Bertelsmann com a assessor legal. El 2004 va començar a treballar a la Comissió Europea com a funcionari. Va ocupar diversos càrrecs, i el 2014 va organitzar la campanya per la presidència de la Comissió Europea de Jean-Claude Juncker. Després de la seva victòria, Selmayr va ser el cap de l'equip de transició, i Juncker el nomenà Cap de Gabinet.
L'octubre de 2017 va ser acusat de filtrar detalls sobre les negociacions del Brèxit, tot i que Selmayr ho va negar. L'1 de març de 2018, Alexander Italianer es va retirar inesperadament, i es va aprovar que Selmayr el reemplacés com a Secretari General de la Unió Europea. El nomenament va ser font de controvèrsia, car al mateix dia van nomenar a Selmayr com a secretari-general adjunt i llavors com a secretari-general. El Defensor del Poble Europeu va investigar el nomanent de Selmayr a Secretari-General, i va concloure que la Comissió "no va seguir la llei d'Unió Europea". La Comissió va rebutjar el dictamen del Defensor del Poble Europeu.